# Vigoux
Vigoux is een gemeente in het Franse departement Indre (regio Centre-Val de Loire) en telt 445 inwoners (1999). De plaats maakt deel uit van het arrondissement Le Blanc.

## Geografie
De oppervlakte van Vigoux bedraagt 36,3 km², de bevolkingsdichtheid is 12,3 inwoners per km².

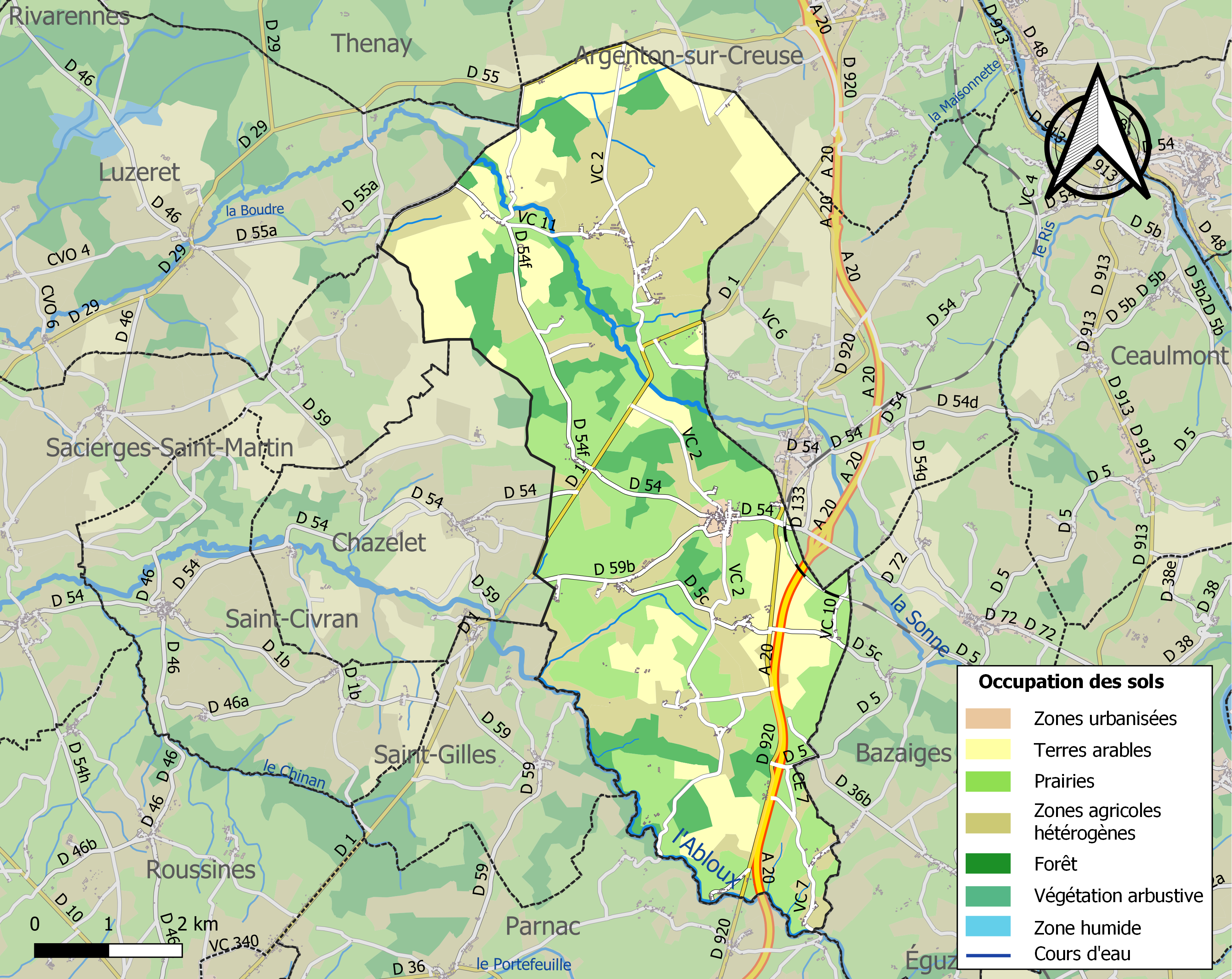
Kaart van de gemeente met de belangrijkste infrastructuur, bodemgebruik en omliggende gemeenten

## Demografie
Onderstaande figuur toont het verloop van het inwonertal (bron: INSEE-tellingen).